# Leutnant-Prosa
Leutnant-Prosa (russisch Лейтенантская проза / Leitenantskaja prosa, wiss. Transliteration Lejtenantskaja proza) ist der russische Begriff für Werke von Schriftstellern der Sowjetzeit, die den Großen Vaterländischen Krieg im Rang von Nachwuchsoffizieren (младших офицеров) der Roten Armee persönlich erlebt hatten und die sich in ihren Werken auf ihre persönlichen Erfahrungen während des Krieges stützten.

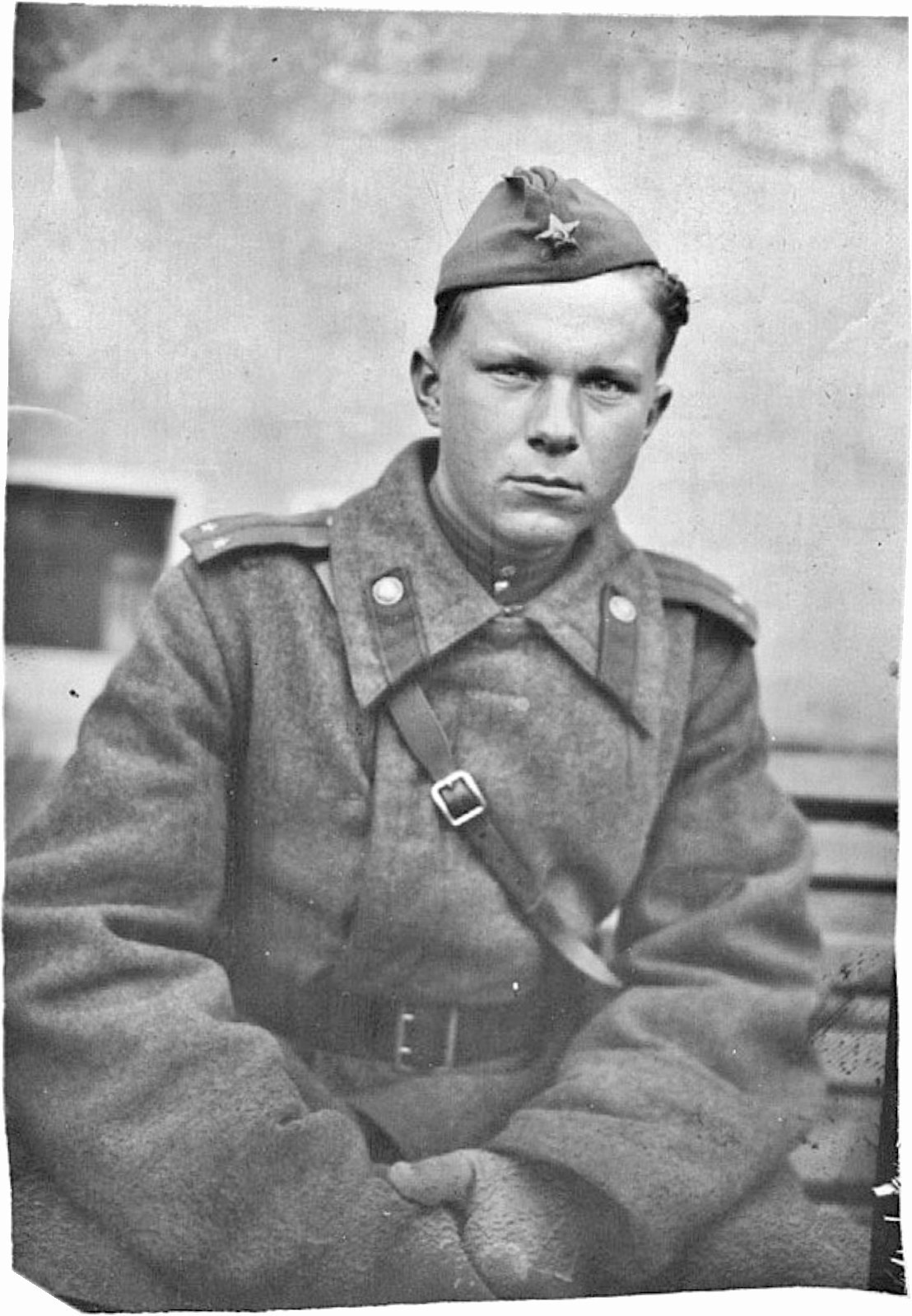
Leutnant Wassil Bykau an der Front, Rumänien (1944)

## Einführung
Die „Leutnant-Prosa“ unter Berufung der Autoren auf ihre eigenen Fronterfahrungen ist eine spezifische Form der Autobiografie – die Hauptfiguren waren oft (wenn auch nicht immer) dieselben jungen Offiziere. Der Krieg wird ohne das halboffizielle Pathos und die Glättung scharfer Spitzen dargestellt. „Leutnant-Prosa“ stellt nach Maya M. Polekhina nicht das Ausmaß militärischer Aktionen, panoramaartiger Schlachten mit vielen namenlosen Gesichtern und Figuren militärischer Führer an die erste Stelle, sondern den einfachen sowjetischen Soldaten aus den Schützengräben, junge Offiziere, die den Sieg in diesem Krieg sicherten, indem sie in den extremsten Situationen unglaublichen Mut bewiesen. Zu den Hauptvertretern der „Leutnant-Prosa“ zählen Wiktor Nekrassow, Grigorij Baklanow, Juri Bondarew, Wassil Bykow, Boris Wassiljew, Konstantin Worobjow, Wjatscheslaw Kondratjew, Wiktor Kurotschkin, Wladimir Bogomolow.
Herausragende Werke sind nach Jurij Archipow beispielsweise „Gefallen vor Moskau“ (Убиты под Москвой) und „Das sind wir, oh Herr“ (Это мы, господи!) von Konstantin Worobjow (1919–1975).
Erst das einsetzende „Tauwetter“ bot die Gelegenheit, die „Schützengrabenwahrheit“ zu veröffentlichen und es wurden Werke von Frontschriftstellern gedruckt.
Die „Leutnant-Prosa“ ist Teil der sowjetischen „Militärprosa“, zu der beispielsweise das Buch In den Schützengräben von Stalingrad (V okopach Stalingrada) von Wiktor Nekrassow gehört.
Der sich nach eigenen Worten für die wirkliche Wahrheit über den (Deutsch-Sowjetischen) Krieg ohne eine saubere oder geschönte Wahrheit einsetzende russische Präsident Wladimir Putin schreibt in seinem Artikel 75 Jahre des Großen Sieges: Gemeinsame Verantwortung vor der Geschichte und der Zukunft («75 лет Великой Победы: общая ответственность перед историей и будущим») vom 19. Juni 2020:

„Мы отстаиваем подлинную, не приглаженную или отлакированную, правду о войне. Эту народную, человеческую правду – суровую, горькую и беспощадную – во многом передали нам писатели и поэты, прошедшие через огонь и ад фронтовых испытаний. Для моего, как и для других поколений, их честные, глубокие повести, романы, пронзительная «лейтенантская проза» и стихи навсегда оставили след в душе, стали завещанием – чтить ветеранов, сделавших для Победы всё, что могли, помнить о тех, кто остался на полях сражений.“

„Diese volkstümliche, menschliche Wahrheit - hart, bitter und unbarmherzig - wurde uns größtenteils von Schriftstellern und Dichtern überliefert, die das Feuer und die Hölle der Fronterfahrungen durchlebt haben. Für mich, wie auch für andere Generationen, haben ihre ehrlichen, tiefgründigen Geschichten und Romane, die ergreifende "Leutnant-Prosa" und Gedichte für immer eine Spur in meiner Seele hinterlassen, sie wurden zu einem Testament - zu Ehren der Veteranen, die alles für den Sieg getan haben, zum Gedenken an diejenigen, die auf den Schlachtfeldern geblieben sind.“

## Exemplarische Werke
- Juri Bondarew: Die Bataillone bitten um Feuer (1957), Die letzten Salven (1959)
- Grigorij Baklanow: Südlich des Hauptstoßes (1957), Ein Fußbreit Erde (1959), Die Toten trifft die Schande nicht (1961)
- Wassil Bykau: Der Schrei des Kranichs (1961), Die dritte Leuchtkugel (1962)
- Konstantin Worobjow: Der Schrei (1962), Gefallen bei Moskau (1963)
- Wiktor Kurotschkin: Im Krieg wie im Krieg (1965).